# Сигнал (футбольный клуб, Одесса)
«Сигнал» — украинский футбольный клуб из Одессы. Основан в 1996 году. Выступал в Чемпионате Украины среди любителей.
Клубные цвета: сине-белые.

## История
Клуб основан 3 июля 1996 года в честь 60-летнего юбилея ГАИ СССР Виктором Давимокой, под руководством которого добилась весомых успехов, трижды кряду выиграв чемпионат Одессы, Кубок города и турнир полицейских сил Европы.
В ноябре 2005 года клуб перешел под юрисдикцию ГУ УМВД Украины в Одесской области.

## Достижения
- Чемпион Одессы 1996/97, 1998 (весна), 1998/99.
- Обладатель Кубка Одессы 1998 (весна), 1999/00.
- Обладатель Кубка Одесской области памяти Николая Трусевича 2002.
- Серебряный призёр чемпионата Одесской области 1999/00, 2000 (осень), 2001, 2002, 2003.
- Серебряный призёр чемпионата Одессы 1999/00.
- Финалист Кубка Одесской области памяти Николая Трусевича 1998/99.
- Финалист Кубка Одессы 1998/99.
- Победитель зимнего первенства Одессы 1997/98, 2002/03.
- Серебряный призёр зимнего первенства Одесской области памяти Сергея Раздорожнюка 2000/01.
- Серебряный призёр зимнего первенства Одессы 1999/00, 2008/09.
- Бронзовый призёр зимнего первенства Одессы 2005/06.
- Победитель Кубка полицейских сил Европы 1999, 2001, 2002, 2003, 2004.
- Серебряный призёр Кубка полицейских сил Европы.

## «Сигнал» в Кубке Украины среди любителей
В 1999 году команда выступила в Кубке Украины среди любителей и уже в четвертьфинале проиграла будущему обладателю трофея — «Шахте-Украина» (Украинск) (1:2 в Украинске и 3:4 в Одессе).
| Год  | Этап       | И | В | Н | П | РМ  | О |
| ---- | ---------- | - | - | - | - | --- | - |
| 1999 | 1/4 финала | 2 | 0 | 0 | 2 | 4−6 | 0 |

## Главные тренеры в истории клуба
- Игорь Иваненко
- Игорь Корниец
- Виктор Богатырь
- Александр Никифоров
- Иван Гецко
- Александр Павлинов
- Дмитрий Новиков